# Conus stimpsoni
Conus stimpsoni é uma espécie de gastrópode do gênero Conus, pertencente a família Conidae.